# Oletta
Oletta es una comuna y población de Francia, en la región de Córcega, departamento de Alta Córcega. Es la cabecera del cantón de La Conca-d'Oro, si bien Saint-Florent la supera en población.
Su población en el censo de 1999 era de 830 habitantes.

## Demografía
| 618 | 619 | 692 | 892 | 879 | 830 |
| Para los censos de 1962 a 1999 la población legal corresponde a la población sin duplicidades (Fuente: INSEE [Consultar]) |     |     |     |     |     |